# 간균

세균은 매우 다양한 형태와 배열을 나타낸다.

막대균(bacillus, 복수형은 bacilli; 또는 bacilliform bacterium, rod-shaped bacterium) 또는 간균(杆菌)은 막대 모양의 세균, 또는 고균이다. 간균은 세균의 다양한 분류학적 그룹에서 발견되고, 어느 하나의 그룹에 한정되어 있지 않다. 그러나 대문자로 시작하며 이탤릭체로 표시된 Bacillus라는 이름은 박테리아의 특정 속, 간균속을 나타낸다. Bacilli라는 이름은 대문자로 시작하지만 이탤릭체로 표시하지 않고, 두 가지 목을 포함하는 넓은 세균의 그룹인 간균강을 나타낼 수도 있다. 간균강은 간균속(Bacillus)을 포함한다. 단어가 소문자이며 기울임꼴이 아닌 'bacillus'인 경우 특정 속이 아니라 단순히 막대 모양 세균을 나타낼 가능성이 크다. 문맥상 명확할 때는 간균을 종종 단순히 'rod'라고만 쓰기도 한다.
간균은 일반적으로 동일한 평면에서 나눠지고 하나씩만 존재하지만 몇몇이 서로 결합하여 쌍간균(diplobacilli), 연쇄간균(streptobacilli) 등을 형성할 수 있다.
- 쌍막대균(diplobacilli): 두 개의 간균이 나란히 배열되어 있다.
- 연쇄간균(streptobacilli): 연쇄적으로 여럿이 사슬처럼 배열된 간균.
- 구간균(coccobacillus): 타원형이며 구균(원형 세균)과 유사하여 짧은 막대 모양이다.[4]

세균의 모양과 그람 염색상에서 세균의 색상 사이에는 아무런 관련이 없다. 맥콘키 선택배지는 대장균이나 살모넬라와 같은 그람 음성 간균을 구별하는 데 사용할 수 있다.

## 그람 양성간균
- 방선균속(Actinomyces)
- 간균속(Bacillus)
- 클로스트리디움(Clostridium)
- 코리네박테리움(Corynebacterium)
- 리스테리아(Listeria)
- 프로피오니박테리움(Propionibacterium)

## 그람 음성간균
- 박테로이데스(Bacteroides)
- 시트로박터(Citrobacter)
- 엔테로박터(Enterobacter)
- 대장균속(Escherichia)
- 클렙시엘라(Klebsiella)
- 슈도모나스(Pseudomonas)
- 프로테우스(Proteus)
- 살모넬라(Salmonella)
- 세라티아(Serratia)
- 시겔라(Shigella)
- 비브리오(Vibrio)
- 예르시니아(Yersinia)